# Staffan Krafft
Staffan Gunnar Krafft, ursprungligen Holm, född 10 oktober 1961 i Husby-Rekarne socken, Södermanlands län, är en svensk organist och pianist. Krafft är diplomorganist och bedriver konsertverksamhet och har spelat in flera musikalbum.

## Utbildning
Staffan Krafft föddes 10 oktober 1961 i Husby-Rekarne socken, Södermanlands län. Krafft har studerat piano vid Nordiskt musikkonservatorium för Inger Wikström och professor Greta Eriksson samt orgel för Rune Engsö  och professor Ralph Gustafsson vid Sköndalsinstitutet. Krafft studerade sedan vid Musikhögskolan i Malmö åren 1985-1989 under handledning av professor Hans-Ola Eriksson och professor Hans Pålsson i orgel respektive piano. Under 1991-1992 genomgick Krafft kurs i barockinterpretation vid  Musikhögskolan i Malmö med studier för Stephen P. Stubbs i ensemble samt Karin Jonsson Hazell i cembalo och professor Hans Fagius i orgel. Mellan åren 1998-1999 studerad Krafft kördirigering för professor Anders Eby. År 1999 påbörjade Krafft diplomstudier i orgel vid Kungliga Musikhögskolan för professor Ralph Gustafsson på solistlinjen. Studierna fullbordades 2001 med diplomkonsert i Oscarskyrkan i Stockholm.

## Karriär
Krafft var verksam som organist i Norbergs församling 1989-90 och i Askersunds församling 1990-94. Därefter var han organist i Enköpings församling 1994-2001. Krafft belönades där med Enköpings kommuns kulturstipendium för sina varje vecka återkommande lunchkonserter. Därefter tillträdde Krafft som organist i Linköpings S:t Lars församling 2001-2015. Där utvecklade han konceptet med lunchkonserter under rubriken “ Musik för stressade själar ” till att omfatta mellan 350 och 500 besökare varje fredag. År 2008 blev Krafft en av tio Nominerade till ” Årets Linköpingsbo ” av Östgöta Correspondenten. . Under tiden oktober 2015 till maj 2018 var Krafft huvudorganist i Vällingby församling i Stockholm. I november 2016 gav Staffan Krafft en bejublad orgelkonsert på Stockholms Konserthus. Staffan Krafft är sedan september 2018 organist i Alfta-Ovanåkers församling i Hälsingland. Vid sidan om sin tjänst bedriver Krafft konsertverksamhet samt föreläsningar.
Staffan Krafft har givit ut 3 cd-album med musik spelad på orglarna i Loftahammar kyrka, Enköpingsnäs kyrka, Fröslunda kyrka och Teda kyrka, varav en skiva med musik av Felix Mendelssohn för piano och sång.